# Nuno Amaro
Nuno Amaro Martins Dâmaso (Odemira, 15 de Janeiro de 1976) é um futebolista português, que joga habitualmente a defesa. Era conhecido pela sua grande habilidade na concretização de livres.
Jogou ao serviço do Futebol Clube de Vizela e neste momento encontra-se retirado do futebol profissional.